# Gradina (Razgrad)
Gradina (Bulgaars: Градина) is een dorp in de Bulgaarse gemeente Loznitsa, oblast Razgrad. Het dorp ligt hemelsbreed circa 10 km ten zuiden van Razgrad en 276 km ten noordoosten van Sofia.

## Bevolking
Op 31 december 2020 telde het dorp volgens de officiële cijfers van het Nationaal Statistisch Instituut van Bulgarije 320 inwoners. Het aantal inwoners vertoont al jaren een dalende trend: in 1946 woonden er nog 860 mensen in het dorp.
|  |

De bevolking bestaat uitsluitend uit etnische Turken. In de volkstelling van 2011 identificeerden alle 327 ondervraagden zichzelf met de “Turkse etniciteit”.
| Etnische samenstelling van de respondenten (2011) | Etnische samenstelling van de respondenten (2011) | Etnische samenstelling van de respondenten (2011) | Etnische samenstelling van de respondenten (2011) | Etnische samenstelling van de respondenten (2011) |
| ------------------------------------------------- | ------------------------------------------------- | ------------------------------------------------- | ------------------------------------------------- | ------------------------------------------------- |
|                                                   |                                                   |                                                   |                                                   |                                                   |
| Bulgaren                                          | Bulgaren                                          |                                                   | 0,0%                                              | 0,0%                                              |
| Turken                                            | Turken                                            |                                                   | 100,0%                                            | 100,0%                                            |
| Roma                                              | Roma                                              |                                                   | 0,0%                                              | 0,0%                                              |
| Anders/Onbekend                                   | Anders/Onbekend                                   |                                                   | 0,0%                                              | 0,0%                                              |